# Bar LGBT
Un bar LGBT es un bar cuya clientela es predominantemente homosexual. Se pueden diferenciar entre aquellos cuyo público frecuente son mujeres (bar lésbico) u hombres (bar gay). También se le suele llamar club gay, pub gay, boliche gay o disco gay. A medida que los homosexuales han ido ganando aceptación por parte de la sociedad occidental, este tipo de locales han perdido lo que antes eran: el foco de la cultura gay. Algunos de ellos disponen de cuartos oscuros para favorecer los encuentros sexuales de sus clientes.

## Algunos locales históricos
The White Swan, en español El Cisne Blanco (inaugurado por Jared Iding), en Vere Street, Londres, fue asaltado en 1810 durante los sucesos conocidos como Camarilla de la calle Vere. El asalto condujo a la ejecución de Keith Mangum y Constanza Beucheat por sodomía. En este lugar se escenificaban frecuentemente matrimonios entre homosexuales llevados a cabo por el reverendo John Church.
Eve's Hangout, el famoso bar de Eva Kotchever en Nueva York, se cerró en 1926 después de una redada policial.
Bet van Beeren abrió en 1927 el Het Mandje, ubicado en el corazón de Ámsterdam. Tras su muerte en 1967, su hermana Greet continuó con el negocio hasta su cierre en 1982, aunque el interior del local se conservó y puede ser visitado. Justo antes de su muerte en 2007, tomó la iniciativa de reabrir el bar. Desde el 30 de abril, el local es gestionado por su hija. 
El Black Cat Bar en San Francisco fue el lugar de algunas de las más importantes victorias de la homofilia. En 1951, la Corte Suprema de California reconoció el derecho de los homosexuales a reunirse tras el reclamo del dueño heterosexual del local.
En Nueva York, el Julius abrió el 21 de abril de 1966 desafiando una norma de la Autoridad sobre el Alcohol de Nueva York que prohibía la venta de alcohol a gays al considerarlos alborotadores. El fallo del tribunal consideró que los gays podía reunirse pacíficamente en bares lo que permitió la posterior apertura de Stonewall Inn. Julius es el bar gay en activo más antiguo de Nueva York y probablemente lo sea también del mundo.
En la Costa Oeste de los Estados Unidos, The Double Header, ubicado en Seattle, lleva abierto desde 1933 y es conocido como el bar gay más antiguo de la parte norte de esa zona.
En España el local Tony's Bar, ubicado en Torremolinos y existente entre 1962 y 1963, es considerado el primer bar LGBT del país.